# Mirko Poledica
Mirko Poledica (ur. 11 września 1978 w Čačaku) – serbski piłkarz, występujący na pozycji obrońcy. 
Jest wychowankiem Borac Čačak. W 2000 roku został graczem Vojvodiny Nowy Sad, zaś dwa lata później wzmocnił polski klub Lech Poznań. Po pół roku w Poznaniu wyjechał do Sparty Praga. Po jednym sezonie spędzonym na czeskich boiskach wrócił do Polski i w 2004 roku podpisał kontrakt z Legii Warszawa. W klubie tym występował przez następne dwa lata (z krótką przerwą w 2005 roku na wypożyczenie do Pogoni Szczecin). W następnych trzech klubach, Slawia Sofia, Smederevo i Čukarički Stankom grał tylko po pół roku. W 2008 roku wrócił do Borac Čačak, zaś rok później podpisał kontrakt z klubem Mladost Lučani.

## Sukcesy

### Sparta Praga
Puchar Czech
Zdobywca (1): 2003/04

### Legia Warszawa
Ekstraklasa
Mistrzostwo (1): 2005/06